# Symphony Hall

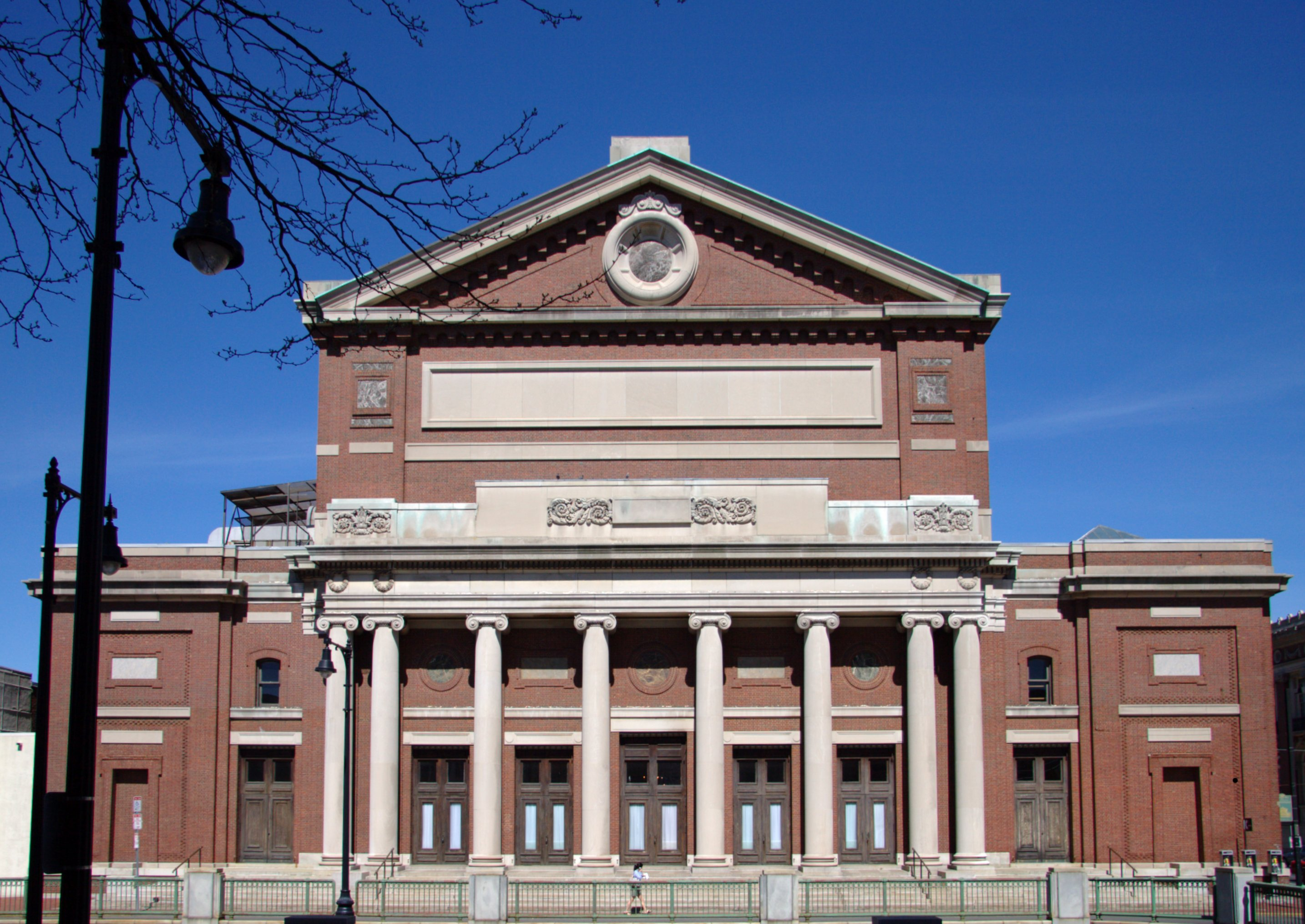
Vista del edificio

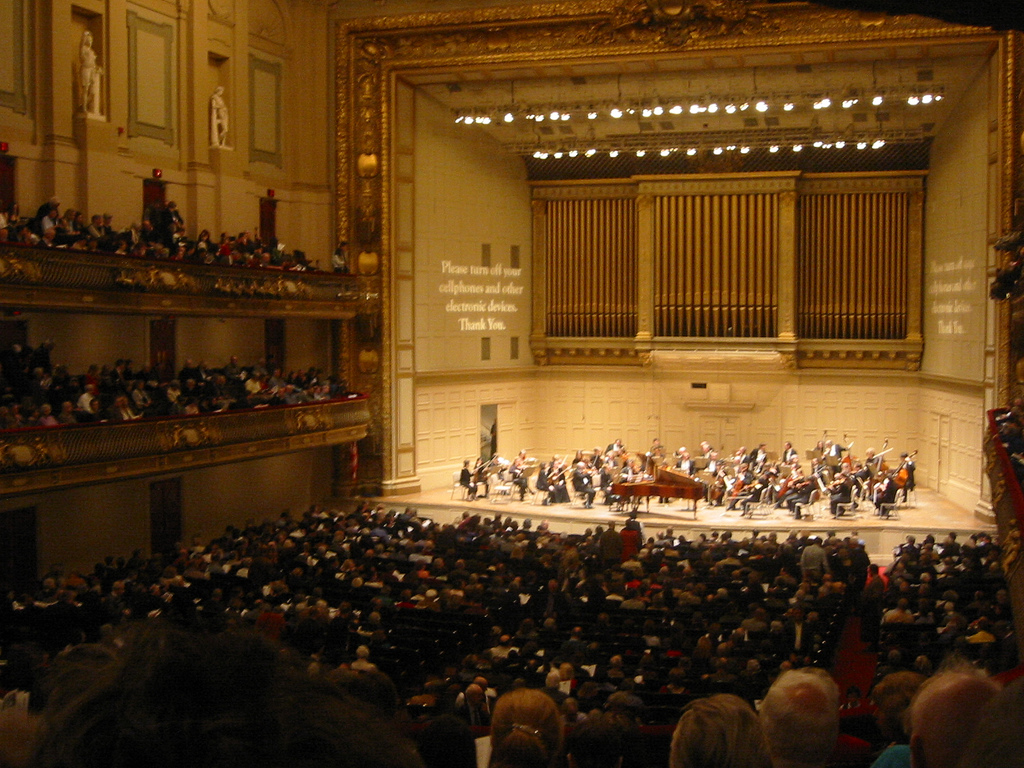
Interior de la sala

El Symphony Hall es una sala de conciertos en Boston, construida en 1900, para ser la sede de la Orquesta Sinfónica de Boston. Está considerado una de las tres mejores acústicas del mundo en cuanto a salas de conciertos (las otras dos son el Concertgebouw de Ámsterdam y la Musikverein de Viena).
Localizado en el 301 Massachusetts Avenue en Boston, Massachusetts fue construido en 1900 por McKim, Mead & White y el diseño acústico de la sala fue realizado por el físico Wallace Clement Sabine. Además de ser la sede de la Sinfónica de Boston, una de las Big Five (las cinco mejores orquestas estadounidenses), lo es de la Boston Pops Orchestra.
Su diseño fue inspirado por el Gewandhaus de Leipzig que fuera destruido durante la Segunda Guerra Mundial, con la característica forma de "caja de zapato" acústicamente ideal para conciertos al igual que el Concertgebouw, el Musikverein y el Konzerthaus de Berlín.
Sus medidas en pies son 61 de alto, 75 ancho y 125 de largo, construido en ladrillo y hierro con pisos de madera.
El escenario se renovó en el 2006 pero los asientos, tapizados en cuero, son los originales de 1900, la capacidad es de 2,625 (para la Boston Pops se añaden mesas y es de 2,371).
Está adornado con 16 réplicas de estatuas clásicas griegas y romanas, alusivas a Boston como la Atenas de América, y posee un órgano de 4800 tubos instalado en 1949.